# Sågtjärnarna (Föllinge socken, Jämtland)
Sågtjärnarna är en sjö i Krokoms kommun i Jämtland och ingår i Indalsälvens huvudavrinningsområde.